# Lovedrive
Lovedrive är ett musikalbum av rockbandet Scorpions som släpptes i februari 1979. Det var gitarristen Matthias Jabs första album med gruppen, då han ersatte Uli Jon Roth som lämnat tidigare samma år.

## Låtlista
1. "Loving You Sunday Morning" (Klaus Meine/Herman Rarebell/Rudolf Schenker) - 5:39
2. "Another Piece of Meat" (Herman Rarebell/Rudolf Schenker) - 3:31
3. "Always Somewhere" (Klaus Meine/Rudolf Schenker) - 4:57
4. "Coast to Coast" (Rudolf Schenker) - 4:43
5. "Can't Get Enough" (Klaus Meine/Rudolf Schenker) - 2:37
6. "Is There Anybody There?" (Klaus Meine/Herman Rarebell/Rudolf Schenker) - 3:58
7. "Lovedrive" (Klaus Meine/Rudolf Schenker) - 4:52
8. "Holiday" (Klaus Meine/Rudolf Schenker) - 6:32